# 運動 (物理学)

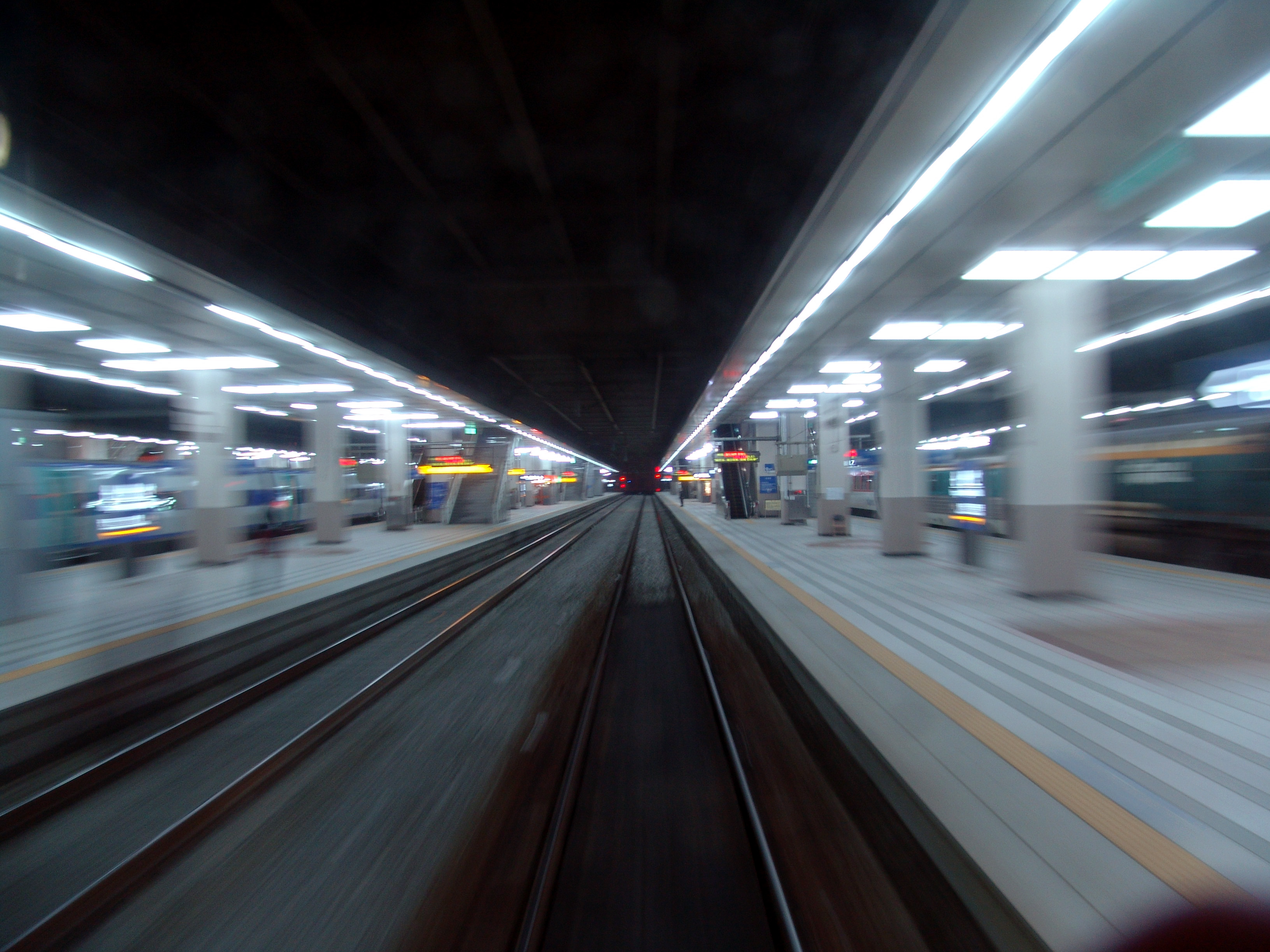
運動は位置の変化を伴う。

物理学において、運動（うんどう、英: motion）とは、物体と基準系の位置関係の、あるいはより一般に力学系の状態の時間の経過に伴った変化である。時間の経過を考慮しない場合は、位置関係の変化は変位（displacement）として、一般の状態の変化は遷移（transition）として区別される。
物体の運動は、対象の大きさによって異なる力学理論によって説明される。
原子よりはるかに大きな物体に関して、物体の運動は古典力学によって説明される。
原子や原子を構成する粒子のように小さな物体に関して、物体の運動は量子力学によって説明される。
古典力学において、物体の運動は空間上の連続な曲線として表される。
一方で量子力学において、物体の位置と運動量の同時測定について不確定性原理が成り立つため両者を同時に正確に決定することはできず、したがって古典力学のように物体の運動を一つの曲線としては表すことはできない。

## 歴史
物体の運動論について、アリストテレスは、物体自身または他の物体からの作用によって運動が生じ、作用がない限り静止すると考えた。
アリストテレスによれば、物体の運動は自然的運動と強制的運動に分けられる。自然的運動において物体は自身の性質に従いより自然な位置へ運動する。自然的運動は、円運動と直線運動に分類される。アリストテレスの宇宙観では天上と地上とで別々の運動法則が成り立つ。天上の物体は永久に円運動をし、地上の物体は落下したり上昇したり上下へ直線運動をする。直線運動の方向は物質の性質によって異なり、火のような軽い物質は上へ昇っていくが、土のような重い物質は下へ落ちていく。これらの自然的運動以外は強制的運動に分類され、強制的運動にはそれを駆動する原因（動作主）が必ず存在する。
アリストテレスの運動論では、天体の運動や物体の自由落下は物質の基本的な性質として認めていて、また馬などの具体的な動作主によって生じる運動は説明できたが、一方で放物運動のように慣性によって説明される運動に対しては十分な説明を与えられなかった。アリストテレスの強制的運動には動作主を要するが、放物運動においては物体を取り囲む媒質が動作主となる。放物運動は、物体が媒質を押し退けると押し退けられた媒質がまた物体を押すことで生じるとされた。
慣性運動を説明する理論として、インペトゥス理論がある。ヨハネス・ピロポノスは、動作主が物体に非物質的な駆動力を与えることで運動が実現し、運動の過程で駆動力がなくなると静止すると考えた。ピロポノスは運動の過程で駆動力がなくなると考えたが、イブン・スィーナーやジャン・ビュリダンなどは媒質との摩擦などによって駆動力が失われると考えた。
アリストテレスはまた、大地は球形であり宇宙の中心で静止していると考えた（地球中心説）。落体の観察から、地上の物質は鉛直方向に自然的運動をする。もし地球が自転ないし公転していたとすると、地球の運動を強制する動作主が必要となり、また地上の物体が必ず鉛直方向に落下することが説明できない。
アリストテレスの運動論では天体と地上の物体は異なる運動法則に従うとし、両者を統一的に扱わなかった。地上での重力は物体そのものの性質と地球中心説によって説明できたが、天体に重力が及ぼされるとは考えなかった。
天体の運動モデルとして、アリストテレスは地球を中心とする天球が一定の向きと速度で回転するモデルを採用した（エウドクソスの同心球モデル）。同心球モデルでは地球と天球上の天体の距離は常に等しいため、地球と惑星と太陽の位置関係による現象、惑星の満ち欠けや明るさの変化を説明できなかった。また、惑星の逆行や留を説明するために複数の天球を導入しなければならなかった。
より観測事実に即したモデルとして、ペルガのアポロニウスやヒッパルコス、クラウディオス・プトレマイオスらによって従円と周転円や離心円とエカントが導入されたが、周転円の中心や離心円モデルにおける従円の中心およびエカントの位置はいずれも地球や他の天体の中心とは一致せず、アリストテレス的な自然哲学とは整合しなかった。
ヨハネス・ケプラーはティコ・ブラーエの観測結果に基づいてケプラーの法則を見出した。ケプラーは自身のケプラーの法則を説明する物理的な考察を与えた。アリストテレスは前提なしに天体は等速円運動するとしたが、ケプラーは太陽から放射される力によって地球を含む他の天体が輸送されるとした。またケプラーは、太陽から及ぼされる力について磁力のようなものを想定したが、軌道の接線方向に働くとした。ケプラーによれば、すべての物体は力を及ぼされない限り静止する。この物体が静止しようとする性質をケプラーは「慣性」と呼んだ。また太陽から天体に及ぼされる力が軌道接線方向へ働く理由として、ケプラーは太陽の自転を挙げている。
ガリレオ・ガリレイは斜面の実験から外力のない限り水平面上の物体が等速円運動をし続けることを見出し、等速円運動の特別な場合として静止状態を慣性に含めた。また思考実験から相対性原理を見出した。
ガリレイは物体は等速円運動する慣性であるとし、等速直線運動するとは考えなかった。一方でルネ・デカルトは等速直線運動するとした。
天体の運動に関してロバート・フックは、ケプラーやアリストテレスのように軌道の接線方向へ動力を与えるのではなく、慣性運動する天体が引力により軌道を曲げ、その結果として楕円を描くのだと考えた。また天体間の引力は距離の逆二乗に比例すると推察した。アイザック・ニュートンはフックの考えを精緻化し、万有引力によって天体運動がケプラーの法則に従うことを確かめた。
ニュートンは自身の力学原理を著書『自然哲学の数学的諸原理』にまとめた。ニュートンは著書で、慣性の法則を運動の第1法則として、力と運動量の変化の関係を運動の第2法則として、作用反作用の法則を運動の第3法則として要請している。またニュートンは質量と速度の積として運動量を定義した。これらの法則とガリレイの相対性原理を基礎とした力学は今日、ニュートン力学と呼ばれている（古典力学という言葉も稀に使われるが、こちらは非量子論的な力学全般を指し、一般には相対論を含む）。
ケプラーやニュートンが導入した遠隔作用による説明は、ガリレイなどの近接作用論者からは否定的に見られた。
マイケル・ファラデーは電磁誘導の法則を発見し、また電場と磁場（電界と磁界）という場（界）の概念を導入した。ファラデーの考えはジェームズ・クラーク・マクスウェルによって数理モデル化され、最終的にマクスウェルの方程式としてまとめられた。マクスウェルの方程式から電磁波の存在とその速度が予言された。電磁波の実在の確認や速度の測定はハインリヒ・ヘルツにより行われた。またヘルツはマクスウェルの議論を整理し、電磁気学の基本方程式がマクスウェル方程式であることを示した。
マクスウェルの方程式は電磁気現象をよく説明したが、ニュートン力学と異なりガリレイ変換に対して不変でないことや、電磁波の媒質となる物質（エーテル）が議論の対象となった。地球とエーテルの相対運動によって電磁波の速度に変化が生じると考えられたが、マイケルソン・モーリーの実験（MM実験）では速度変化は検出されなかった。
ヘンドリック・ローレンツらはエーテル仮説に基づいて長さの収縮を導入し、MM実験の結果を説明した。アルベルト・アインシュタインは光速度不変の原理と（特殊）相対性原理によって長さの収縮を説明し、エーテル仮説を否定した（特殊相対性理論）。
ニュートン力学において物体の運動は時刻を媒介変数とする（一般には）3次元のユークリッド空間上の曲線と理解されていた。あらゆる慣性系の間で時刻や空間的な距離は一致していた。しかし特殊相対論において運動はミンコフスキー空間上の曲線（世界線）として表される。
アインシュタインはまた、重力加速度と非慣性系における見かけの加速度は区別できないとする等価原理を提案し、等価原理に基づいて一般相対性理論を構築した。ニュートンの万有引力は遠隔作用であり、ファラデーとマクスウェルが見出した電磁気力は電磁場との近接作用であった。一般相対論により重力もまた近接作用の立場で説明できるようになった。

## 古典力学
古典力学は大きくニュートン力学と（一般および特殊）相対性理論に分けられる。

### ニュートン力学
アイザック・ニュートンは『自然哲学の数学的諸原理』においてニュートン力学の基礎となる諸概念を導入した。後にレオンハルト・オイラーはニュートンの時代には不明瞭だった概念や法則を整理し、現代的なニュートン力学の基礎を確立した。
| 第一法則 | 慣性の法則。慣性系において、物体に加わる力が釣り合っているか存在しない限り、物体は静止するか等速直線運動し続ける。 |
| 第二法則 | ニュートンの運動方程式。慣性系において、物体の運動量の変化は物体に加わる力の時間積分によって表される（あるいは運動量の時間微分は力に等しい）。運動量 p が物体の質量 m と速度 v の積ならば、（通常、質量は不変であるため）力 F は物体の質量 m と加速度 a の積に等しい（{\displaystyle {\boldsymbol {F}}=m{\boldsymbol {a}}}）。 |
| 第三法則 | 作用・反作用の法則。2つの物体が互いに及ぼす力は、大きさが互いに等しく向きが互いに逆向きになる。言い換えると、ある物体が別の物体へ及ぼす力（作用）が存在するなら、後者が前者へ及ぼす力（反作用）が必ず存在し、反作用の大きさは作用の大きさに等しく、反作用の向きは作用と逆向きとなる。                                          |

### 相対論的力学
電磁気学の研究とともに発展した現代の運動学では、すべての速度 v を光速 c との比で表し、速度は、双曲線正接関数 tanh φ = v/c が成り立つ双曲線角度 φ を速度と解釈している。そして、速度の変化である加速度は、ローレンツ変換によって速さ（速度の大きさ）を変化させる。この力学の一部分が特殊相対性理論である。相対論的力学に重力を取り入れる努力は、ウィリアム・クリフォードとアルベルト・アインシュタインによって独立になされた。これは微分幾何学を用いて重力のある曲がった宇宙を記述するもので、一般相対性理論と呼ばれる。

## 量子力学
量子力学は、マター（分子、原子）と素粒子（電子、陽子、中性子、クォークなど）の原子レベルでの物理的現実を記述する原理の集合である。量子力学によれば、波動と粒子の二重性で説明されるように、物質と放射エネルギーの両方が同時に波動的かつ粒子的に振る舞う。
古典力学では、位置・速度などの物体の状態を正確に測定・予測することができる。量子力学では、ハイゼンベルクの不確定性原理により、素粒子の位置・速度などの完全な状態を同時に決定できない。
量子力学は、原子レベルの現象の動きを記述するだけでなく、超流動や超伝導、嗅覚受容体の働きやタンパク質の構造といった生体システムなど、大規模な現象の理解にも役立っている。

## 運動の分類

### 剛体の運動
剛体の運動は並進運動と回転運動に分解できる。

#### 並進運動
物体の直線的な運動を並進運動（translational motion）と呼ぶ。物体に働く力が物体の速度の向きと平行ならば、物体は並進運動をする。
非慣性系においては慣性力が働くため、何に対して並進運動するかは基準系に依存している。

#### 回転運動
物体に働く力が物体の速度の向きと平行でない場合は、物体は回転運動（rotational motion）をする。
回転運動では、駆動トルク {\displaystyle T_{M}} は、抵抗トルク {\displaystyle T_{L}} と動的トルク {\displaystyle J{\tfrac {\mathrm {d} \omega }{\mathrm {d} t}}} によって相殺される。つまり、抵抗トルクと動的トルクの和が駆動トルクに等しい。
{\displaystyle T_{M}=T_{L}+J{\frac {\mathrm {d} \omega }{\mathrm {d} t}}}
{\displaystyle T_{M}} と {\displaystyle T_{L}} の符号は駆動モータの運転領域と負荷トルクの性質に依存する。

### 周期運動
一定の時間周期で同じ軌道を描く運動を周期運動（periodic motion）と呼ぶ。
周期運動の典型として、復元力またはトルクによって平衡位置を中心に振動する振動運動が挙げられる。

### 速度による運動の分類

#### 等速運動
物体が一定の速度で動く運動を等速運動（uniform motion）と呼ぶ。物体がある基準系から見て等速直線運動するなら、（等速直線運動を観測する時間の中で）その基準系において物体の加速度はゼロである。
等速運動は加速度が0で一定なので、等加速度運動（後述）の一種でもある。

#### 非等速運動
非等速運動（non-uniform motion）では、時刻ごとに物体は向きや大きさの異なる速度を持つ。物体が非等速運動するとは、（非等速運動を観測する時間の中で）ある基準系において物体がゼロでない加速度を持って運動をすることである。

### 加速度による運動の分類

#### 等加速度運動
物体に一定の加速度が加わる運動を等加速度運動（uniformly accelerated motion）と呼ぶ。例えば、地球表面近傍での物体の自由落下。

#### 非等加速度運動
観察している時間の中で、物体の加速度が時間変化する運動を非等加速度運動（non-uniformly accelerated motion）と呼ぶ。

## 光
光は真空中を 299792458 m/s の速度で伝わる（国際単位系における定義値）。真空中の光速は場を通じて相互作用が伝わる最大の速度であり、また質量を持たない粒子の速度でもある。相互作用の伝播速度が有限であるために、2つの事象が因果的であるには両者が互いの光円錐の内側になければならない。